# Blaru (Badas)
Blaru is een bestuurslaag in het regentschap Kediri van de provincie Oost-Java, Indonesië. Blaru telt 7321 inwoners (volkstelling 2010).